# Štefan Ferenčak
Štefan Alojzij Ferenčak, SDB, slovenski teolog, muzikolog in pedagog, * 11. maj 1940, Odranci, † 7. februar 2020, Maribor.
Predaval je na Teološki fakulteti v Ljubljani. Leta 1993 je doktoriral iz muzikologije.

## Dela
- Glasbena dejavnost Antona Martina Slomška